# دان ويست
دان ويست (بالإنجليزية: Dan West) هو منافس ألعاب قوى بريطاني، ولد في 15 ديسمبر 1977 في كامبريدج في المملكة المتحدة.